# Grouper
Grouper est le nom sous lequel la musicienne, artiste et productrice américaine Liz Harris (née le 15 juillet 1980) publie ses projets musicaux. Elle publie sur son propre label et sur d'autres labels indépendants depuis 2005. Grouper a sorti en 2008 Dragging a Dead Deer Up a Hill, largement acclamé par la critique. Son onzième album, Grid of Points, est sorti en 2018.
Grouper a collaboré avec un certain nombre d'autres artistes, dont Xiu Xiu, Tiny Vipers (au sein de Mirrorring), Roy Montgomery, The Bug, Lawrence English (sur le projet Slow Walkers) et Jefre Cantu-Ledesma (dans le cadre du projet Raum). Elle publie également des productions musicales dans un projet parallèle, nommé Nivhek.

## Biographie
Harris est née le 15 juillet 1980 dans le nord de la Californie et a grandi dans la région de la baie de San Francisco. Elle a grandi dans une communauté suivant les principes du mouvement Fourth Way, inspirée de la philosophie de George Gurdjieff. La communauté était connue sous le nom de « The Group », qui servira plus tard d'inspiration pour le pseudonyme de Harris. Selon Harris, les enfants s'appelaient les uns les autres des « groupers », de même que les parents. Elle raconte : « nous nous créions nos propres identités dans un environnement assez contrôlé, et peut-être riposter, en quelque sorte… quand j'ai cherché un nom, j'étais ennuyée, rien ne sonnait bien. Je voulais quelque chose qui me faisait référence sans faire directement référence à 'moi' ». Elle précise : « J'avais l'impression que la musique était à son essence même seulement un regroupement de sons, et que j'étais juste le grouper. ».
Après avoir terminé ses études, Harris a brièvement déménagé à Los Angeles, où elle a travaillé avec Mayo Thompson chez Patrick Painter. Harris est maintenant installée dans l'Oregon. Le premier album de Harris se nomme Grouper, publié en 2005, un CD-R complet autoproduit, suivi la même année par Way their Crept chez Free Porcupine (réédité en 2007 chez Type Records). En 2006, elle sort un single (He Knows), suivi d'un album, intitulé Wide, et une collaboration avec Xiu Xiu intitulée Creepshow. Harris met publie régulièrement de nouvelles productions, et a collabore régulièrement avec divers artistes tels que Roy Montgomery ou Xela.
En 2008, elle sort Dragging a Dead Deer Up a Hill. Une critique d'AllMusic, Heather Phares, a fait l'éloge de l'album, mettant en avant plus de variations musicales que dans les travaux précédents de Harris. Elle souligne aussi qu'Harris y développe « plus de mélodie, des chansons plus structurées et même quelques phrases émergeant de l'éther ». Pitchfork lui a attribué 8,2 étoiles, et le décrivant comme un « saisissant album de pop psychédélique pastorale ».
En 2011, Grouper a sorti un album composé de deux parties : AIA: Dream Loss et AIA: Alien Observer, qui a été acclamé par Pitchfork. La seconde partie est décrite comme la plus accessible des deux disques.
Début 2012, Grouper a interprété Violet Replacement au Royaume-Uni et en Europe, un double disque destiné à accompagner des performances commandées à New York et à Berkeley. De plus, elle a collaboré avec Jesy Fortino de Tiny Vipers pour sortir un album, Foreign Body, dans leur projet commun, intitulé Mirrorring.
Au festival Club Transmediale de Berlin, début février 2012, Harris a interprété Circular Veil en collaboration avec Jefre Cantu-Ledesma. À mi-chemin entre l'installation et la performance, elle produit un travail sonore qui cherche à imiter un cycle de sommeil complet de 8 heures.
En 2013, Harris elle sort un album, The Man Who Died in His Boat.
L'album studio de Grouper intitulé Ruins est sorti le 31 octobre 2014. L'album est relativement dépouillé ; enregistrements de piano, de voix, et d'environnement. La majorité de l'album a été enregistrée à Aljezur, au Portugal, en 2011, tandis que Harris était dans une résidence artistique, organisée par la galerie Zé dos Bois. Cette même année, elle est présente sur l'album de The Bug, donnant sa voix pour le morceau Void.
En 2015, Grouper a collaboré avec un cinéaste indépendant Paul Clipson sur le film Hypnosis Display, commandé par La compagnie Opera North, de Leeds.
En 2016, Grouper a publié un EP intitulé Paradise Valley.
En 2017, Grouper était l'une des curatrices de la 11e édition du Festival Le Guess Who? des Pays-Bas. Son programme intégrait les films La Double Vie de Véronique de Krzysztof Kieślowski et Lighthouse de Paul Clipson, et des performances musicales des artistes Marisa Anderson, William Basinski, du duo Marcia Bassett & Samara Lubelski, Brötzmann/Leigh, Ekin Fil, Keiji Haino, Roy Montgomery, Coby Sey, Tiny Vipers, Wolfgang Voigt et de Richard Youngs.
Le 8 mars 2018, Grouper annonce son nouvel album, Grid of Points, et publie le premier single Parking Lot. L'album est sorti le 27 avril chez Kranky.
Le 27 juillet 2021, Grouper annonce un nouvel album, Shade, et publie le premier single, Unclean Mind. L'album est publié le 22 octobre. Il contient des chansons qui ont été enregistrées au cours des quinze dernières années.

## Style musical
Pendant son enfance au sein de la communauté suivant les principes de la Quatrième Voie, les sources lui permettant de découvrir de la musique étaient limitées. Avec l'aide de ses parents, dont les goûts musicaux étaient excentriques, et divergents, elle découvre le folk originaire d'Europe de l'Est et l'avant-pop américaine. Par l'intermédiaire de son père, lui-même compositeur, elle découvre plus tard la musique classique et ancienne. En 2008, quand elle a sorti Dragging a Dead Deer Up a Hill, Pitchfork l'a comparé aux productions éthérées classiques du label britannique 4AD, établissant des comparaisons avec Cocteau Twins et les premiers albums de His Name Is Alive. Le Portland Mercury décrit certaines chansons de l'album, telles que Wind and Snow et Stuck, comme rappelant les compositeurs de la période de la Renaissance, comme Gesualdo et Monteverdi.

## Discographie

### Albums
- Grouper, CD-R (2005)
- Way Their Crept, CD (2005), republié en vinyle (2007)
- Wide, CD et vinyle (2006)
- Cover the Windows and the Walls, vinyle (2007), republié en (2009)
- Dragging a Dead Deer Up a Hill, CD et vinyle (2008), republié par Kranky (2013)
- A  I  A: Dream Loss and Alien Observer, double vinyle (2011)
- Violet Replacement (2012)
- The Man Who Died in His Boat (2013)
- Ruins (2014)
- Grid of Points (2018)
- After its own death / Walking in a spiral towards the house (2019) sous le nom d'artiste Nivhek.
- Shade (2021)

### EP et singles
- "He Knows", CD (2006), republié en vinyle (2009)
- "Tried", vinyle (2007)
- "Hold/Sick", vinyle (2010)
- "Water People", vinyle (2011)
- "Paradise Valley", vinyle (2016)
- "Children", en ligne (2017)
- Creepshow, CD et LP. Collaboration avec le groupe Xiu Xiu sous le nom d'artiste "Xiu Xiu vs. Grouper" (2006)
- Eckords. Collaboration avec Jorge Behringer sous le nom d'artiste "Flash Lights"(2006)
- Visitor,Collaboration avec Ilyas Ahmed (2011)
- Foreign Body, vinyle et CD. Collaboration avec Tiny Vipers sous le nom d'artiste "Mirrorring" (2012)
- Slow Walkers, vinyle. Collaboration avec Lawrence English sous le nom d'artiste "Slow Walkers" (2013)
- The Event of Your Leaving, vinyle. Collaboration avec Jefre Cantu-Ledesma sous le nom d'artiste "Raum" (2013)
- Felt This Way / Dying All The Time, vinyle 7 ". Collaboration avec Jed Bindeman et Scott Simmons sous le nom d'artiste "Helen" (2013)
- Void and Black Wasp (extrait de Angels and Devils et Exit EP), vinyle. Collaboration avec The Bug (2014)
- The Original Faces, CD et LP. Collaboration avec Jed Bindeman et Scott Simmons sous le nom d'artiste "Helen" (2015)